# Фоггарет-эз-Зуа
Фоггарет-эз-Зуа (араб. فقارة الزاوية‎) — город и коммуна на юге центральной части Алжира, в вилайете Таманрассет. Входит в состав округа Ин-Салах.

## Географическое положение

Коммуна Фоггарет-эз-Зуа

Город находится на севере вилайета, в пределах центральной части Сахары, на расстоянии приблизительно 1030 километров к югу от столицы страны Алжира. Абсолютная высота — 301 метр над уровнем моря. 

Коммуна Фоггарет-эз-Зуа граничит с коммунами Ин-Салах, Абалесса, Ин-Амгель и Идлес, а также с территориями вилайетов Гардая и Иллизи. Её площадь составляет 61 313 км².

## Климат
Климат города характеризуется как аридный жаркий (BWh в классификации климатов Кёппена). Осадки в течение года практически отсутствуют (среднегодовое количество — 19 мм). Средняя годовая температура составляет 25 °C. Средняя температура самого холодного месяца (января) составляет 13,1 °С, самого жаркого месяца (июля) — 36,2 °С..

## Население
По данным официальной переписи 2008 года численность населения коммуны составляла 6649 человек. Доля мужского населения составляла 52,4 %, женского — соответственно 47,6 %. Уровень грамотности населения составлял 82,2 %. Уровень грамотности среди мужчин составлял 91,1 %, среди женщин — 72,4 %. 4,5 % жителей Фоггарет-эз-Зуа имели высшее образование, 16,5 % — среднее образование.